# Léonor Jean-Christin Soulas d’Allainval
Léonor Jean-Christin Soulas d’Allainval (auch: Abbé d’Allainval) (* 2. Oktober 1696 in Chartres; † 2. Mai 1753 in Paris) war ein französischer Schriftsteller und Dramatiker.

## Leben und Werk
D’Allainval ist der Autor von fünf Komödien, die von 1725 bis 1733 uraufgeführt wurden. Vier davon wurden ins Niederländische übersetzt, eine ins Deutsche. Den größten (vor allem postumen) Erfolg hatte Die Bürgerschule (L’École des Bourgeois), die den Klassenkampf zwischen reichem Bürgertum und armem Adel zum Thema hat und die in Le Rouge et le Noir von Stendhal Gegenstand einer Anspielung ist. Émile Augiers Stück Le gendre de Monsieur Poirier (1854) kann als Bearbeitung der Bürgerschule gelten.

## Werke (Auswahl)

### Theater
- L’Embarras des richesses. Comédie, représentée pour la première fois sur le théâtre de l’hôtel de Bourgogne, par les comédiens italiens ordinaires du Roi, le 9 juillet 1725. Paris 1726, 1785, 2006.
  - (niederländisch) De Lastigheid der rykdommen. Blyspel, gevolgd naar het fransche van den heere d’Allainval (door J. Japin). Amsterdam 1739, 1751
- Le tour de carnaval. Comédie en un acte. Paris 1727.
  - (niederländisch) Arlekyn hulla. Kluchtspel, gevolgt naar het fransche van den Heere d’Allainval (vertaald door J. Japin).  Amsterdam 1747.
- L’École des bourgeois. Comédie en 3 actes avec un prologue, par M. d’Allainval, représentée pour la 1re fois le lundi 20 septembre 1728, par les comédiens ordinaires de Sa Majesté. Paris 1729, 1756 (zahlreiche Auflagen).
  - L’école des bourgeois. Comédie en trois actes, représentée pour la première fois à Paris, en 1728. Hrsg. Adolphe Rion. Paris 1878.
  - L’école des bourgeois. Comédie. Hrsg. Judith Curtis. Droz, Genf 1976.
  - L’école des bourgeois. Suivi de L’embarras des richesses. Hrsg. Martial Poirson. Éditions Espaces 34, Montpellier 2006.
  - (deutsch) Die Bürgerschule. Ein Lustspiel in drey Aufzügen... in Mannheim... aufgeführt von den Churpfälzischen deutschen Hof-Comödianten, unter der Direction des Herrn Marchand. C. F. Schwan, Mannheim 1771.
  - (niederländisch) Het School voor de burgers. Blyspel in 3 bedryven, gevolgd na het fransch van de heer d’Allainval, door J. N. Esgers. Den Haag 1781.
- Le mari curieux. Comédie en un acte. Représentée pour la première fois, le mardy 17 juillet 1731, par les comédiens ordinaires du Roy. Paris 1731.
  - (niederländisch) De Nieuwsgierige Echtgenoot. Blyspel in een bedryf, door den Hr. d’Allainval. Utrecht 1736.
- L’hiver. Comédie, représentée pour la première fois par les comédiens italiens ordinaires du Roi, le 19 février 1733. Paris 1733.

### Prosa
- Ana, ou Bigarrures calotines. Paris 1730–1733.
- Lettre a mylord *** sur Baron et la demoiselle Le Couvreur, ou l’on trouve plusieurs particularitez theatrales. Paris 1730. (unter Pseudonym Georges Wink, zuerst 1723)
- L’Éloge de CAR. Dédié à la langue françoise. Avec une préface pour tous ceux qui la voudront lire. Le tout à l’usage des personnes qui se servent de car, & qui s’intéressent aux beautez de la langue. Paris 1731. (nimmt Bezug auf den Streit um das Wörtchen car (denn) zwischen Marin Le Roy de Gomberville, der es verachtete, und Vincent Voiture, der es geistreich verteidigte, siehe auch: Jean de La Bruyères Les Caractères, „De quelques usage“ Nr. 73.)
- Anecdotes du regne de Pierre premier, dit le grand, czar de Moscovie, contenant l’histoire d’Eudochia Federowna, & la disgrace du prince de Mencikow. Paris 1745.